# Kayapınar
Kayapınar est une ville et un district de Turquie qui comptait 185 626 habitants en 2008. Elle est située dans la province de Diyarbakır.
.